# Compostela (kommun), Filippinerna
Compostela (Bayan ng Compostela) är en kommun i Filippinerna. Kommunen tillhör provinsen Cebu och ligger på ön med samma namn. Folkmängden uppgår till 31 446 invånare.

## Barangayer
Compostela är indelat i 17 barangayer.
| - Bagalnga - Basak - Buluang - Cabadiangan - Cambayog - Canamucan - Cogon - Dapdap - Estaca | - Lupa - Magay - Mulao - Panangban - Poblacion - Tag-ube - Tamiao - Tubigan |